# Tren de Alta Velocidad de Río-São Paulo
El tren de alta velocidad de Rio-Sao Paulo (TAV RJ-SP) también conocido como TAV Brasil, es un proyecto del Gobierno federal para la construcción de un tren de alta velocidad con la función de conectar las dos principales áreas metropolitanas del Brasil, São Paulo y Río de Janeiro. Un proyecto anterior ya preveía desde 2004 la construcción de una línea de tren rápido entre Campinas y São Paulo denominado Expreso Bandeirantes, el cual fue congelado en 2007. Como alternativa un nuevo estudio técnico de viabilidad sobre el trazado preliminar del tren de alta velocidad o "tren bala", proponía unir Campinas, São Paulo y Río de Janeiro en una sola línea de 518 km de longitud. Brasil aplazó su primer tren bala. Se estima la entrada en servicio para el año 2020 por el momento. 
Además de integrar las tres regiones metropolitanas, el TAV conectará los dos principales aeropuertos internacionales de Brasil: Guarulhos (en São Paulo) y Tom Jobim (en Río de Janeiro), además de Viracopos (en Campinas).